# Wypalenie zawodowe
Wypalenie zawodowe, syndrom wypalenia zawodowego, burnout syndrom – występujący pod wpływem długotrwałego i źle zarządzanego stresu stan, w którym pracownik czuje się chronicznie przemęczony i niezadowolony z pracy, staje się zdystansowany i coraz mniej angażuje się w pracę. 
Występuje najczęściej w zawodach wymagających intensywnych kontaktów z ludźmi, a kontakty te są warunkiem sukcesu i rozwoju zawodowego, np. nauczycieli, policjantów, lekarzy, pielęgniarek, pracowników społecznych i innych.
W klasyfikacji chorób ICD-11 wypalenie zawodowe nie jest uznawane przez WHO za chorobę, ale za syndrom będący odpowiedzią na przewlekły stres zawodowy.

## Składniki syndromu
Według Christiny Maslach istnieją 3 składniki zawodowego wypalania się:
1. emocjonalne wyczerpanie – uczucie pustki i odpływu sił wywołane nadmiernymi wymaganiami psychologicznymi i emocjonalnymi, jakie stawiała przed pracownikiem praca;
2. depersonalizacja – poczucie bezduszności, bezosobowości, cyniczne patrzenie na ludzi, którymi dana osoba się opiekuje;
3. obniżenie oceny własnych dokonań – poczucie braku sukcesów i osobistych kompetencji[6]

Konkurencyjnym ujęciem wypalenia jest podejście dwuczynnikowe, które wyróżnia:
1. Zdystansowanie się wobec pracy - postawa wycofującą wobec klientów, współpracowników, treści pracy i całego kontekstu związanego z pracą
2. Wyczerpanie - rezultat utrzymującego się, chronicznego napięcia spowodowanego fizycznymi, emocjonalnymi i  poznawczymi wymaganiami pracy

## Narzędzia do mierzenia wypalenia zawodowego
Obecnie w Polsce stosowane są dwa główne narzędzia do pomiaru wypalenia zawodowego. 
- MBI - Maslach Burnout Inventory - kwestionariusz Christiny Maslach[8]
- LBQ - Kwestionariusz Wypalenia Zawodowego - kwestionariusz autorstwa Massimo Santinello[9]
- OLBI - Oldenburski Kwestionariusz Wypalenia Zawodowego[7]
- BAT-PL - Metoda oceny wypalenia zawodowego[10]
- Ocena wypalenia jednym pytaniem[5]